# Polnisch-Ukrainischer Krieg
Der polnisch-ukrainische Krieg von 1918 und 1919 war ein Konflikt zwischen  der Zweiten Polnischen Republik und der Westukrainischen Volksrepublik um die Kontrolle über Ostgalizien nach der Auflösung von Österreich-Ungarn.

## Konflikt
Es gab mit dem Hohen Rat der Pariser Friedenskonferenz keine hinreichend starke überstaatliche Instanz und auch kein von Polen oder der Ukraine vorgeschlagenes Regulativ, auf der Grundlage einer Volksabstimmung eine Entscheidung über die Staatlichkeit Ostgaliziens herbeizuführen. Die politischen und militärischen Kräfte der noch nicht gegründeten ukrainischen Republik besetzten aufgrund einer Entscheidung des letzten Statthalters Österreichs im November 1918 Ostgalizien.
Obwohl die Mehrheit der Bevölkerung in Ostgalizien Ukrainer waren, wurden große Teile des von der Ukraine beanspruchten Territoriums von Polen als polnisch angesehen, denn die Städte waren polnisch, die Dörfer aber ukrainisch.  Die polnischen Einwohner von Lemberg waren empört, dass sie sich nach Besetzung Ostgaliziens in einem selbst ernannten ukrainischen Staat befanden.

## Hintergrund
Der Ursprung des Konfliktes lag in den komplexen ethnischen Beziehungen im Galizien der Habsburgermonarchie. Die Monarchie bot aufgrund ihrer weniger suppressiven Politik gegenüber Minderheiten die Möglichkeit für die Entwicklung polnischer und ukrainischer nationaler Bewegungen. Die weiter entwickelten polnischen Politiker dienten dabei als Vorbild für die Ukrainer. Ein Vorfall ereignete sich im Jahre 1897, als sich die polnisch dominierte Verwaltung bei den Parlamentswahlen gegen die Ukrainer stellte. Ein weiterer Konflikt entwickelte sich in den Jahren 1901–1908 im Umfeld der Universität Lemberg, in dem ukrainische Studenten eine eigene ukrainische Universität forderten, während dies polnische Studenten und der Lehrkörper verhindern wollten. Die endgültige Wende im Verhältnis der beiden Gruppen kam im Jahre 1903, als sowohl die Polen als auch die Ukrainer eigene Versammlungen in Lemberg abhielten (die polnische Versammlung fand im Mai statt, die ukrainische im August). Seitdem entwickelten sich die beiden nationalen Bewegungen mit unvereinbaren Zielen in gegensätzliche Richtungen.

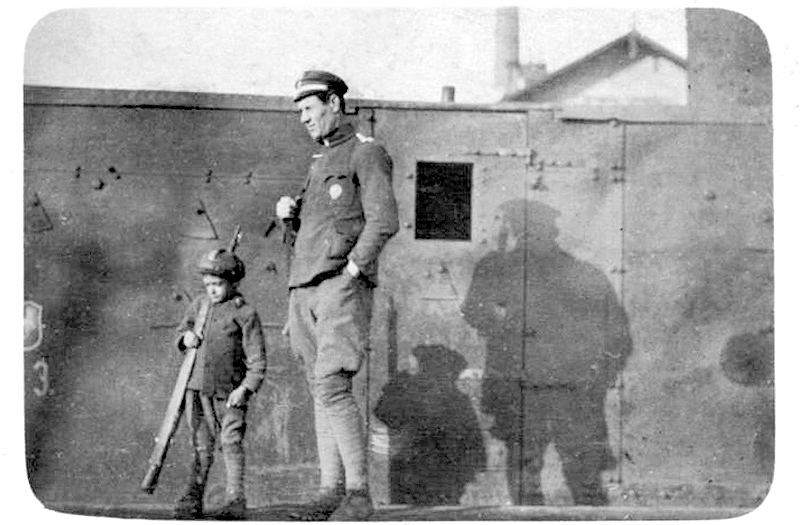
Gepanzerter polnischer Zug „Sanok-Gromoboj“ (1918)

Die ethnische Zusammensetzung von Galizien lag dem Konflikt zwischen den dortigen Polen und Ukrainern zu Grunde. Das österreichisch-ungarische Kronland Galizien und Lodomerien bestand aus Gebieten, die im Zuge der ersten Teilung Polens im Jahre 1772 von Polen abgetreten wurden. Der westliche Teil, der zentrale Teile des historischen Territorium Polens, einschließlich der ehemaligen Hauptstadt Krakau umfasste, hatte eine mehrheitlich polnische Bevölkerung, der östliche Teil Galiziens als historisches Kernland von Halytsch-Wolhynien hingegen eine ukrainische Mehrheit. Während des 19. und frühen 20. Jahrhunderts strebten die Ukrainer in Galizien eine Teilung in einen westlichen (polnischen) und einen östlichen (ukrainischen) Teil an. Diesen Bestrebungen widersetzten sich die Polen, die fürchteten, die Kontrolle über Ostgalizien zu verlieren. Obwohl Ostgalizien mehrheitlich von Ukrainern bewohnt war, hatte die wichtigste Stadt Lemberg nur einen Anteil von rund 20 Prozent ukrainischer Bevölkerung (gegenüber einem etwa fünfzigprozentigen polnischen Anteil) und wurde von den Polen als ein kulturelles Zentrum Polens angesehen. Aus der Sicht vieler Polen, einschließlich derer aus Lemberg, war es undenkbar, dass diese Stadt nicht unter polnischer Kontrolle sein sollte. Letztendlich stimmten die Österreicher jedoch einer Teilung Galiziens zu, der Ausbruch des Ersten Weltkriegs verhinderte jedoch die Umsetzung dieses Vorhabens. Karl I. gab im Oktober 1916 das Versprechen, diesen Schritt nach Beendigung des Krieges nachzuholen.

## Kriegsverlauf
Österreich-Ungarn brach Ende Oktober 1918 zusammen, und der ukrainische Nationalrat, bestehend aus ukrainischen Mitgliedern des österreichischen Reichsrats und aus Mitgliedern der galizischen und bukowinischen Landtage sowie aus Führern der ukrainischen Parteien, verlangte vom letzten österreichischen Statthalter von Galizien, die Kontrolle über Ostgalizien offiziell an die Ukrainer zu übertragen. Er entsprach dieser Forderung am 31. Oktober 1918. In dieser Zeit marschierten die ukrainischen Milizen, die Sitscher Schützen unter Dmytro Vitovskyi in Lemberg ein, um sicherzustellen, dass es unter ukrainische Kontrolle kam. Die Westukrainische Volksrepublik wurde am 1. November 1918 mit Lemberg als Hauptstadt ausgerufen. Die Proklamation der Republik, welche die Souveränität für Ostgalizien einschließlich der Karpaten bis nach Nowy Sącz im Westen sowie für Wolhynien, die Karpatoukraine und die Bukowina beanspruchte, war für die Polen eine große Überraschung.
Bei ihrem Einmarsch in Lemberg wurde den ukrainischen Kräften von örtlichen (polnischen) Verteidigern, die sich zum großen Teil aus Veteranen des Ersten Weltkriegs, Studenten und sogar Jugendlichen und Kindern zusammensetzten, erfolgreich Widerstand geleistet. Als großer Vorteil für die Polen erwies sich dabei die Tatsache, dass ihre Soldaten und sonstigen Kämpfer sich zum Großteil aus ortsansässigen Lembergern rekrutierten, während in der ukrainischen Armee zumeist Bauern dienten, die mit der Stadt und ihren Gegebenheiten nicht oder nur wenig vertraut waren. Nach zwei Wochen teilweise schwerer Kämpfe innerhalb der Stadt durchbrach mit einer Entsatzoperation eine bewaffnete Einheit der wieder aufgestellten polnischen Armee unter Oberstleutnant Michał Karaszewicz-Tokarzewski den ukrainischen Belagerungsring und gelangte in die Stadt. Am 21. November waren die Kämpfe um die Stadt zugunsten der Polen beendet, nachdem sich das ukrainische Oberkommando, das sich überdies mit Desertionen und Versorgungsproblemen in seiner Armee konfrontiert sah, entschlossen hatte, die Stadt zu räumen – vorläufig, wie man meinte. Dennoch kontrollierten die ukrainischen Kräfte zu diesem Zeitpunkt weiterhin den größten Teil von Ostgalizien und waren auch bis zum Mai 1919 eine Bedrohung für die Stadt. Schon bald nach ihrer Rückeroberung Ende November brachten die Polen eine Anzahl ukrainischer Aktivisten in Internierungslager.
Im Dezember 1918 begannen die Kämpfe in Wolhynien. Polnische Einheiten versuchten, die Kontrolle über die Region zu gewinnen, während zur selben Zeit die Kräfte der Westukrainischen Volksrepublik unter Symon Petljura versuchten, die von ihnen kontrollierten Gebiete nach Westen, in Richtung der Stadt Chełm, auszudehnen. Nach zweimonatigen schweren Kämpfen wurde dort der Konflikt im März 1919 durch den Eintritt von frischen und gut ausgerüsteten polnischen Einheiten unter General Edward Rydz-Śmigły zugunsten der Polen beendet.
Die polnische Generaloffensive in Wolhynien und Ostgalizien begann am 14. Mai 1919. Sie wurde von den Einheiten der polnischen Armee, unterstützt von der kürzlich eingetroffenen Blauen Armee von General Józef Haller von Hallenburg, durchgeführt. Diese Armee war von den westlichen Verbündeten gut ausgestattet und teilweise mit erfahrenen französischen Offizieren besetzt, um gegen die Bolschewiki und nicht gegen die Einheiten der Westukrainischen Volksrepublik zu kämpfen. Ungeachtet dessen setzten die Polen Hallers Armee gegen die Ukrainer ein, um das Patt in Ostgalizien für sich zu entscheiden. Die Alliierten schickten mehrere Telegramme an die Polen mit der Aufforderung, die Offensive zu stoppen. Diese Aufforderung wurde jedoch ignoriert. Die ukrainischen Linien wurden durchbrochen, hauptsächlich aufgrund des Rückzugs der Eliteeinheit Sitscher Schützen. Am 27. Mai erreichten die polnischen Kräfte die Linie Złota Lipa–Bereschany–Jezierna–Radziwiłłów. Aufgrund der Forderungen der Entente wurde die polnische Offensive gestoppt und die Truppen unter General Haller nahmen Verteidigungspositionen ein. Am 8. Juni 1919 begannen die ukrainischen Kräfte unter dem Kommando von Oleksandr Hrekow (Олександр Греков), einem ehemaligen General der russischen Armee, eine Gegenoffensive, die nach drei Wochen den Fluss Gniła Lipa und die obere Styr erreichte und dort zum Erliegen kam. Der Grund dafür war in erster Linie das Fehlen von Waffen: Es waren nur 8 bis 10 Gewehrkugeln pro ukrainischem Soldat vorhanden. Die Regierung der Westukrainischen Volksrepublik kontrollierte die Ölfelder bei Drohobytsch und plante, Waffen aus den Erlösen für den Kampf zu kaufen, aber aus politischen und diplomatischen Gründen konnten Waffen und Munition nur über die Tschechoslowakei in die Ukraine gelangen. Obwohl es den ukrainischen Kräften gelang, die Polen etwa 120 km zurückzudrängen, konnten sie den Weg in die Tschechoslowakei nicht sichern. Das bedeutete, dass sie ihre Vorräte an Waffen und Munition nicht auffüllen konnten. Der sich daraus ergebende Mangel an Nachschub zwang Hrekow, seinen Feldzug zu beenden.
Józef Piłsudski übernahm den Befehl der polnischen Kräfte am 27. Juni und begann eine weitere Offensive. Der Mangel an Munition und die zahlenmäßige Unterlegenheit zwangen die Ukrainer zurück auf die Linie des Flusses Sbrutsch.

## Kriegsende
Am 17. Juli 1919 wurde zunächst eine Waffenruhe vereinbart. Die ukrainischen Kriegsgefangenen wurden in ehemaligen österreichischen Kriegsgefangenenlagern in Dąbie, Łańcut, Pikulice, Strzałkowo und Wadowice festgehalten.
Am 21. November 1919 sprach der Hohe Rat der Pariser Friedenskonferenz Ostgalizien für eine Zeitdauer von 25 Jahren Polen zu, danach sollte in dem Gebiet ein Referendum abgehalten werden. Am 21. April 1920 unterzeichneten Józef Piłsudski und Symon Petljura eine polnisch-ukrainische Allianz, in der Polen der Westukrainischen Volksrepublik militärische Unterstützung in der Offensive gegen die Rote Armee zusagte. Im Gegenzug akzeptierte die Ukraine den Verlauf der polnisch-ukrainischen Grenze entlang der Sbrutsch.

## Kriegsverbrechen
Nationale polnische und ukrainische Geschichtskonstruktionen betonen gerne, dass der polnisch-ukrainische Krieg von überwiegend disziplinierten Kräften auf beiden Seiten ausgeführt worden sei, weswegen im Gegensatz zur Brutalität bei den Kämpfen in den ehemaligen Teilen des Russischen Reiches relativ wenige zivile Tote und Zerstörungen zu beklagen gewesen seien. Die Praxis und der Verlauf des Krieges zeigten jedoch, dass solche Behauptungen kaum der Wahrheit entsprechen. Beide Seiten zogen entsprechend „national aufgeladen“ in den Krieg, und auf beiden Seiten kamen Übergriffe auf Gefangene und Zivilisten der gegnerischen Seite vor, welche zumeist relativiert und verharmlost wurden. Bewusst versuchte man auf beiden Seiten auch, die öffentliche Meinung in den Ententestaaten für den jeweils eigenen Standpunkt einzunehmen.
Im Juni 1919 beispielsweise beklagte sich der griechisch-katholische Metropolit Andrej Scheptyzkyj in einem Brief an Józef Piłsudski über massenhafte Internierungen von Ukrainern, die von polnischer Seite mit dem Ziel durchgeführt worden seien, die ukrainische Intelligenzija und nationalbewusste Personen zu entfernen. In diesem Schreiben wurde auch über Auspeitschungen ukrainischer Bauern, das Niederbrennen von deren Behausungen, die entschädigungslose Requirierung von Pferden und Vieh, das Erpressen von Geld und anderen Wertgegenständen sowie das Berauben von Kirchen durch Angehörige der polnischen Armee Klage erhoben.
Zum Angriffsziel polnischer Soldateska wurden auch die in der Westukraine lebenden Juden. Als Lemberg nach teilweise heftigen Kämpfen am 21./22. November 1918 von polnischen Truppen eingenommen worden war, kam es vom 22. bis zum 24. November zu einem Pogrom an der jüdischen Gemeinde der Stadt. Dabei töteten polnische Soldaten, Milizionäre und Zivilisten eine große Anzahl von Juden. Dem Morgenthau-Report zufolge starben dabei 64 Menschen, andere Angaben schwanken zwischen 73 und 150 jüdischen Opfern. Den Juden wurde ihre bis dahin neutrale Haltung im Konflikt zwischen Polen und Ukrainern vorgeworfen, wodurch die Übernahme der politischen Macht durch die Ukrainer in Lemberg zu Beginn des Krieges überhaupt erst ermöglicht worden sei.